# Несчастливцев, Александр Алексеевич
Александр Алексеевич Несчастливцев (1833—1879) — доктор медицины, внёс вклад в разработку методов лечения психических заболеваний с помощью электрического тока.

## Биография
Родился в 1833 году в Симбирске.
Среднее образование получил в Симбирской гимназии, высшее — на медицинском факультете Казанского университета (1862). В течение следующих нескольких лет состоял ассистентом при университетской хирургической клинике; в 1870 году получил степень доктора медицины и был утверждён в звании приват-доцента частной патологии и терапии, с чтением лекций по нервным болезням.
В 1872 году он был избран доцентом гальванотерапии, а в 1876 — по практической нервной патологии.; в 1878 году находился находился на театре военных действий в резерве врачей-хирургов.
Умер 11 (23) марта 1879 года.
Большинство трудов Александра Алексеевича Несчастливцева были посвящены гальванотерапии,  физиологии и влиянию электричества на организм.

## Источник
- Несчастливцев, Александр Алексеевич // Русский биографический словарь : в 25 томах. — СПб.—М., 1896—1918.